# 김용학 (사회학자)
김용학(金用學, 1953년 1월 17일 - )은 대한민국의 사회학자이자 교육자이며, 연세대학교의 제18대 총장이다. 연세대학교 사회학과를 졸업하고, 시카고 대학교에서 사회학 석사와 박사 학위를 받았다. 복잡계 네트워크 초대회장을 역임했다. 대한민국에서 처음으로 사회 연결망 분석과 사회 연결망 이론을 가르치고 연구했다.

## 저서
- 비교사회학: 쟁점, 방법 및 실제 ISBN 89-3003-803-4
- 사회구조와 행위 (개정3판) ISBN 89-3008-006-5
- 사회 연결망 분석 (개정판) ISBN 89-7189-549-7
- 사회 연결망 이론 (개정판) ISBN 89-7189-726-0
- 네트워크 사회의 빛과 그늘 ISBN 89-7189-597-7
- 생각, 엮고 허물고 뒤집어라. ISBN 978-89-509-2927-5-13300